# 歷史研究 (湯恩比)
《历史研究》（英語：A Study of History）是英国历史学家阿诺德·汤因比撰写的12卷本的历史著作，出版于1934年至1961年。湯恩比一反過去國家至上與西方中心的觀念，主張文明才是歷史的單位，並以人的生老病死解釋文明的興衰。
汤因比在书中尝试跟踪世界的发展和衰变文明的历史纪录，对每个文明发展的阶段进行类型化分析，包括文明的起源、发展、挫折、一般状态、衰落和解体。
汤因比叙述的19个主要文明，分别是：第一代的埃及、安第斯 (印加)、苏美尔、米诺斯、玛雅、印度、墨西哥 (阿茲特克)、尤卡坦；第二代的希腊、中國、赫梯、巴比倫；與第三代的西方、东正教（俄罗斯）、远东（日韓）、东正教（拜占庭）、波斯、阿拉伯、印度教。有四个「流产的文明」：流产的遠西基督教（愛爾蘭）、流产的遠东基督教（景教）、流产的斯堪的纳维亚（維京）、流产的叙利亚（腓尼基）和五个「被遏抑的文明」：波利尼西亚、爱斯基摩、游牧 (中亞)、奥斯曼、斯巴达，共28个。